# بمب‌گذاری‌های دسامبر ۲۰۱۶ استانبول
بمب‌گذاری‌های دسامبر ۲۰۱۶ استانبول (انگلیسی: December 2016 Istanbul bombings) در غروب روز ۱۰ دسامبر بدنبال دو حمله که شامل تهاجم یک خودروی انفجاری و با هدف قرار دادن خودروهای پلیس در بیرون ورزشگاه‌های بشیکتاش و بورسااسپور بود و یک حمله انتحاری دیگر با اختلاف ۴۵ ثانیه از حمله اول در نزدیک پارک ماکا، ۴۸ کشته و ۱۶۶ مجروح برجای گذاشت. از میان ۴۸ تن ۳۶ افسر پلیس و ۸ تن از مردم عادی کشته شدند.